# Galium acuminatum
Galium acuminatum är en måreväxtart som beskrevs av John Ball. Galium acuminatum ingår i släktet måror, och familjen måreväxter.
Artens utbredningsområde är Marocko. Inga underarter finns listade i Catalogue of Life.